# Scooby-Doo! Frankenhrůza
Scooby-Doo! Frankenhrůza (v anglickém originále Scooby-Doo! Frankencreepy) je animovaný filmový komediální horor z roku 2014, dvacátý třetí film ze série filmů Scooby-Doo. Premiéru měl 27. července 2014 na Comic-Conu v San Diegu. V srpnu roku 2014 byl vydán na DVD a Blu-ray.

## Děj
Velma zdědí po svém prastrýci doktoru Von Dinkensteinovi velký zámek. Když se k zámku celá parta dostane, místní duch partu varuje, že pokud se sem vrátí, zničí jim jejich auto s názvem Stroj záhad. Pokouší se zjistit, co je to za ducha a také to, co Velmina rodina skrývala. 

## Obsazení
- Frank Welker jako Scooby-Doo a Fred Jones
- Matthew Lillard jako Shaggy Rogers
- Casey Kasem (původní hlas, archivní nahrávky; připsáno) jako Shaggy Rogers
- Mindy Cohn jako Velma Dinkley
- Grey DeLisle jako Daphne Blake a Mama Mione
- Diedrich Bader jako Mrs. Vanders
- Dee Bradley Baker jako C.L. Magnus / Burgermistr
- Eric Bauza jako Daphanatic a AlexSuperFan2112
- Jeff Bennett jako Iago / agent Shmidlap
- Susanne Blakeslee jako a měšťanka
- Corey Burton jako duch barona Basila von Dinkensteina
- Candi Milo jako Lila / Cckánka
- Kevin Michael Richardson jako Cuthbert Crawls / inspektor Krunch
- Fred Tatasciore jako hlasové efekty von Dinkensteinova monstra